# منطقه ۵۴ (قطر)
منطقه ۵۴ یک منطقهٔ مسکونی در قطر است که در الریان (شهرداری) واقع شده‌است. منطقه ۵۴ ۱۸٫۱ کیلومتر مربع مساحت و ۲۴٬۵۹۳ نفر جمعیت دارد.